# Rajd Monte Carlo 2008

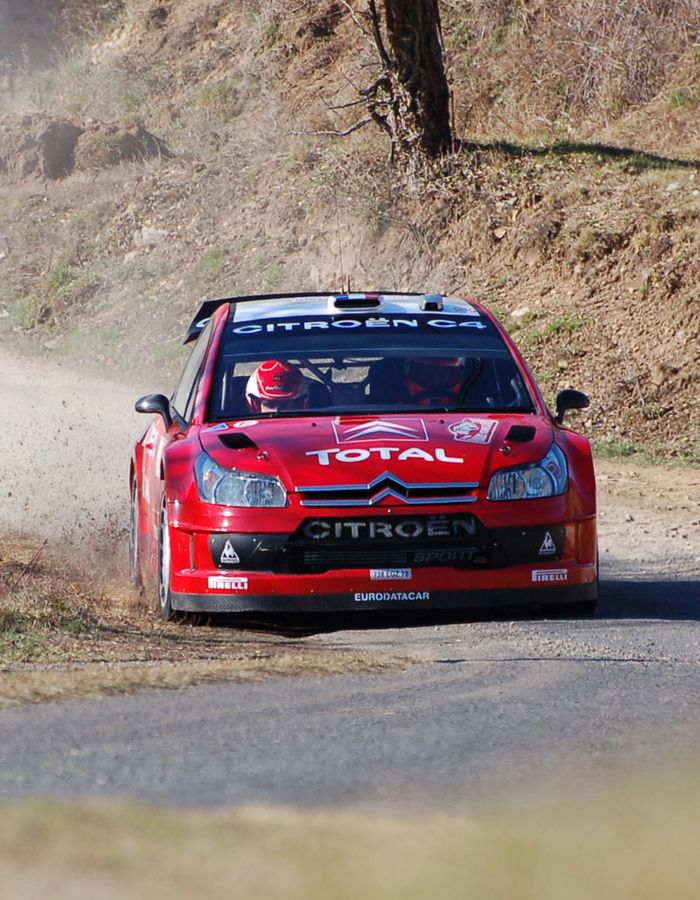
Sébastien Loeb podczas rajdu

Rajd Monte Carlo 2008 (76ème Rallye Automobile de Monte-Carlo), pierwsza eliminacja Rajdowych Mistrzostw Świata, w 2008 roku, która odbyła się w dniach 24–27 stycznia. Była to 76. edycja najstarszego rajdu samochodowego.

## Klasyfikacja ostateczna
| Msc. | Kierowca             | Pilot                | Samochód               | Czas      | Strata   | Grupa | Punkty |
| WRC  | WRC                  | WRC                  | WRC                    | WRC       | WRC      | WRC   | WRC    |
| ---- | -------------------- | -------------------- | ---------------------- | --------- | -------- | ----- | ------ |
| 1.   | Sébastien Loeb       | Daniel Elena         | Citroën C4 WRC         | 3:39:17.0 | 0.0      | A8 M  | 10     |
| 2.   | Mikko Hirvonen       | Jarmo Lehtinen       | Ford Focus RS WRC 07   | 3:41:51.4 | 2:34.4   | A8 M  | 8      |
| 3.   | Chris Atkinson       | Stéphane Prévot      | Subaru Impreza WRC2007 | 3:42:15.6 | 2:58.6   | A8 M  | 6      |
| 4.   | François Duval       | Eddy Chevalier       | Ford Focus RS WRC 07   | 3:42:16.7 | 2:59.7   | A8 M  | 5      |
| 5.   | Petter Solberg       | Phil Mills           | Subaru Impreza WRC2007 | 3:43:57.9 | 4:40.9   | A8 M  | 4      |
| 6.   | Gigi Galli           | Giovanni Bernacchini | Ford Focus RS WRC 07   | 3:48:03.5 | 8:46.5   | A8 M  | 3      |
| 7.   | Jean-Marie Cuoq      | Philippe Janvier     | Peugeot 307 WRC        | 3:49:41.8 | 10:24.8  | A8    | 2      |
| 8.   | Per-Gunnar Andersson | Jonas Andersson      | Suzuki SX4             | 3:50:36.5 | 11:19.5  | A8 M  | 1      |
|      |                      |                      |                        |           |          |       |        |
| 11.  | Dani Sordo           | Marc Martí           | Citroën C4 WRC         | 3:59:57.5 | +20:40.5 | A8 M  |        |

1. ↑  Litera M przy oznaczeniu grupy do której należy samochód oznacza, iż tylko ci kierowcy zdobywali punkty dla swoich zespołów liczonych w klasyfikacji producentów na koniec sezonu.
2. ↑  Łącznie z 40-sekundową karą, jaką otrzymał za zbyt późne opuszczenie strefy serwisowej.

## Zwycięzcy odcinków specjalnych
| Etap       | Odcinek | G. rozp. | Nazwa                                 | Długość  | Zwycięzca            | Czas    | Pr. śr.    | Lider rajdu |
| ---------- | ------- | -------- | ------------------------------------- | -------- | -------------------- | ------- | ---------- | ----------- |
| 1 (24 sty) | OS1     | 18:46    | Jean en Royans – Col de la Chau       | 28,12 km | D. Sordo             | 14:08.9 | 119,3 km/h | D. Sordo    |
| 1 (24 sty) | OS2     | 19:36    | La Cime du Mas – Col de Gaudissart    | 17,58 km | S. Loeb              | 9:25.7  | 111,9 km/h | S. Loeb     |
| 2 (25 sty) | OS3     | 08:24    | St. Pierreville – Col de la Fayolle 1 | 29,52 km | S. Loeb              | 18:54.4 | 93,7 km/h  | S. Loeb     |
| 2 (25 sty) | OS4     | 10:02    | Burzet – Lachamp Raphael 1            | 16,30 km | D. Sordo             | 9:37.1  | 101,7 km/h | S. Loeb     |
| 2 (25 sty) | OS5     | 10:48    | St. Martial – Le Chambon – Beleac 1   | 12,66 km | S. Loeb              | 8:06.2  | 93,7 km/h  | S. Loeb     |
| 2 (25 sty) | OS6     | 14:51    | St. Pierreville – Col de la Fayolle 2 | 29,52 km | S. Loeb              | 18:41.8 | 94,7 km/h  | S. Loeb     |
| 2 (25 sty) | OS7     | 16:29    | Burzet – Lachamp Raphael 2            | 16,30 km | S. Loeb              | 9:40.7  | 101,1 km/h | S. Loeb     |
| 2 (25 sty) | OS8     | 17:15    | St. Martial – Le Chambon – Beleac 2   | 12,66 km | S. Loeb              | 8:03.6  | 94,2 km/h  | S. Loeb     |
| 3 (26 sty) | OS9     | 07:31    | Labatie d’Andaure – Lalouvesc 1       | 19,37 km | D. Sordo             | 11:18.1 | 102,8 km/h | S. Loeb     |
| 3 (26 sty) | OS10    | 08:13    | St. Bonnet – St. Bonnet 1             | 25,36 km | S. Loeb              | 12:39.0 | 120,3 km/h | S. Loeb     |
| 3 (26 sty) | OS11    | 09:38    | Lamastre – Gilhoc – Alboussiere 1     | 21,66 km | S. Loeb              | 12:59.8 | 100,0 km/h | S. Loeb     |
| 3 (26 sty) | OS12    | 12:52    | Labatie d’Andaure – Lalouvesc 2       | 19,37 km | S. Loeb              | 11:12.0 | 103,8 km/h | S. Loeb     |
| 3 (26 sty) | OS13    | 13:34    | St. Bonnet – St. Bonnet 2             | 25,36 km | C. Atkinson          | 12:23.9 | 122,7 km/h | S. Loeb     |
| 3 (26 sty) | OS14    | 14:59    | Lamastre – Gilhoc – Alboussiere 2     | 21,66 km | S. Loeb              | 13:08.4 | 98,9 km/h  | S. Loeb     |
| 4 (27 sty) | OS15    | 09:50    | La Bollene Vesubie – Moulinet 1       | 22,68 km | F. Duval             | 15:48.6 | 86,1 km/h  | S. Loeb     |
| 4 (27 sty) | OS16    | 11:08    | Luceram – Loda                        | 15,34 km | D. Sordo             | 10:51.7 | 84,7 km/h  | S. Loeb     |
| 4 (27 sty) | OS17    | 11:51    | La Bollene Vesubie – Moulinet 2       | 22,68 km | F. Duval             | 15:27.7 | 88,0 km/h  | S. Loeb     |
| 4 (27 sty) | OS18    | 13:09    | Luceram – Col des Portes              | 6,25 km  | F. Duval             | 4:24.4  | 85,1 km/h  | S. Loeb     |
| 4 (27 sty) | OS19    | 15:10    | SSS Monaco Circuit                    | 2,70 km  | C. Atkinson F. Duval | 1:40.7  | 96,5 km/h  | S. Loeb     |

## Klasyfikacja po 1 rundzie
Tabele przedstawiają tylko pięć pierwszych miejsc.

### Kierowcy
| Lp. | Kierowca       | Pkt |
| --- | -------------- | --- |
| 1   | Sébastien Loeb | 10  |
| 2   | Mikko Hirvonen | 8   |
| 3   | Chris Atkinson | 6   |
| 4   | François Duval | 5   |
| 5   | Petter Solberg | 4   |

### Producenci
| Lp. | Producent                          | Pkt |
| --- | ---------------------------------- | --- |
| 1   | Citroën Total WRT                  | 11  |
| 2   | Subaru World Rally Team            | 10  |
| 3   | BP Ford Abu Dhabi World Rally Team | 8   |
| 4   | Stobart VK Ford Rally Team         | 8   |
| 5   | Suzuki World Rally Team            | 2   |